# Thần y Heo Jun (phim truyền hình)
Thần y Heo Jun hay Thần y Hur Jun (Hangul: 허준; Romaja quốc ngữ: Heo Jun; Tên Tiếng Anh: Legendary Doctor Hur Jun) là một bộ phim truyền hình Hàn Quốc kể về câu chuyện cuộc đời của danh y Heo Jun dưới thời triều đại Choson. Bộ phim được công chiếu bởi đài MBC vào năm 1999-2000, và đạt kỷ lục 64 % tỷ suất người xem ở Hàn Quốc.
Bộ phim cũng được phát sóng trên truyền hình Đài Loan vào năm 2002 và đài truyền hình thương mại TVB của Hồng Kông vào năm 2005, sau khi kết thúc bộ phim Nàng Dae Jang Geum (là bộ phim cũng được đạo diễn bởi Lee Byung-hoon, đạo diễn của bộ phim Thần y Heo Jun). Vì sự giống nhau giữa các nhân vật chính của cả hai bộ phim truyền hình nên Thần y Heo Jun thường được gọi là phiên bản nam của phim Nàng Dae Jang Geum.

## Nội dung
Câu chuyện xảy ra vào triều đại Choson đầu thế kỷ 16, chủ yếu dưới thời vua Seonjo, tức là khoảng thời gian 20 năm sau cái chết của Jang Geum (nổi tiếng là y nữ đầu tiên trong triều đại Choson) - được cho là mất năm 1524. Heo Jun là con trai của một người phụ nữ xuất thân là tiện dân, mặc dù mẹ ông kết hôn với một vị quan thẩm phán địa phương nhưng theo luật lúc bấy giờ thì ông và mẹ vẫn chỉ là những người dân hạ lưu thấp hèn. Kết quả là ông và mẹ ông bị sự phân biệt đối xử khiến ông tham gia vào hoạt động buôn lậu. Chính trong khoảng thời gian đó, ông đã gặp Da-hee, người phụ nữ thượng lưu là con gái của một đại quan trong triều sống lưu vong. Cha của Da-hee đã chết khi bị mang tội danh là phản nghịch. Heo Jun cảm thông với sự mất mát của Da-hee và lo tang lễ cho cha của nàng. Nhưng không lâu sau đó, hoạt động buôn lậu của Heo Jun bị phát hiện khiến ông cùng mẹ đã rời khỏi thị trấn để đến Saneum của tỉnh Gyeongsang để sống một cuộc sống bình yên. Da-hee cảm kích trước tình nghĩa sâu nặng của Heo Jun nên sau khi dò hỏi đã tìm được hai mẹ con Heo Jun và sau đó, hai người đã kết hôn bất chấp sự ngăn cản của pháp luật về tầng lớp xã hội.

## Thần Y Hur Jun Ở Việt Nam
Phim được phát sóng ở Việt Nam lần đầu trên kênh VTV3 - Đài truyền hình Việt Nam và trở thành một trong những bộ phim khiến khán giả Việt Nam yêu thích và khó quên. Tuy nhiên do thời gian phim sản xuất đã quá lâu nên phim hiện chỉ còn một vài bản lồng tiếng, thuyết minh nhưng đa phần chất lượng đều khá kém và thất lạc nhiều. Hiện chỉ còn tồn tại một bản Thuyết Minh giọng nữ khá hay của Đài Truyền hình Ninh Thuận được đài mua bản quyền phát sóng và đăng lại. Ngoài ra tất cả đều đã thất lạc và không trọn bộ.